# Elena Delle Donne
Elena Delle Donne   (Wilmington, 5 de setembre de 1989) és una jugadora de bàsquet professional dels Estats Units, i escriptora.
Tres vegades triada en l'All-Star Game de la WNBA, dues vegades MVP (2015, 2019) i medallista olímpica d'or en Rio 2016. Ha publicat la seua autobiografia i una sèrie de contes infantils i juvenils el 2018.

## Biografia

### Institut
Elena Delle Donne es guanyà reconeixement nacional com a jugadora en portar la secundària d'Ursuline Academy de Wilmington (Delaware) al tercer campionat consecutiu de l'estat, i fou triada com la recluta número u de totes les secundàries per Scout.com i per McDonald's All-American.
També la nomenaren WBCA (Women's Basketball Coaches Association) All-American i participà en el WBCA High School All-American Game, on anotà 17 punts i va guanyar el MVP de l'equip roig.
També participà amb l'equip de voleibol de secundària i guanyà el campionat de l'estat DIAA.
La seua posició és ala-pivot. No sabia si continuar amb el bàsquet perquè tenia complex de no ser gaire alta, finalment hi continuà.

### Universitat
Amb una carrera tan reeixida i promocionada en la secundària per la jugadora Candace Parker, Delle Donne rebé una beca de bàsquet per part de la Universitat de Connecticut. Al juny de 2008, però, deixà sobtadament l'equip, perquè mudar-se a Connecticut significava una separació de la seua família amb la qual sempre ha estat molt unida, especialment amb la seua germana major Lizzie, que sofreix de paràlisi cerebral i és cega i sordmuda.
El 16 d'agost de 2008, Delle Donne es va matricular en la Universitat de Delaware i s'uní sense beca a l'equip de voleibol. L'equip acabà amb un rècord de 19-16, aconseguí un lloc en el torneig de la NCAA, però va perdre contra Oregon en la primera ronda.
Al 2009, Delle Donne jugà a bàsquet per als Fightin' Blue Hens de Delaware i arribà a guanyar els premis "Player of the Year" i "Rookie of the Year" de bàsquet femení atorgat pels entrenadors de CAA, periodistes esportius i directors. Era la primera vegada que una jugadora obtenia tots dos guardons el mateix any des que Lucienne Berthieu ho havia fet al 1999. En el bàsquet masculí ningú ha aconseguit encara aquesta gesta.
En el segon any, Delle Donne manifestà símptomes semblants a la grip i després de diverses proves li diagnosticaren la malaltia de Lyme. L'esportista lluità molt la resta de la temporada i ajudà l'equip a aconseguir les finals de conferència.
En el tercer any a Delaware, acabà com la màxima puntuadora dels Estats Units, amb una mitjana de 28,1 punts per partit.
En la temporada 2012-2013, Delle Donne continuà lluitant amb la malaltia de Lyme, i perdé alguns partits per això. Fou, però, la màxima puntuadora en 22 partits i en rebots (en 12) aquesta temporada.
Al 2012 obté el grau en Serveis Humans de la Universitat de Delaware.

### WNBA

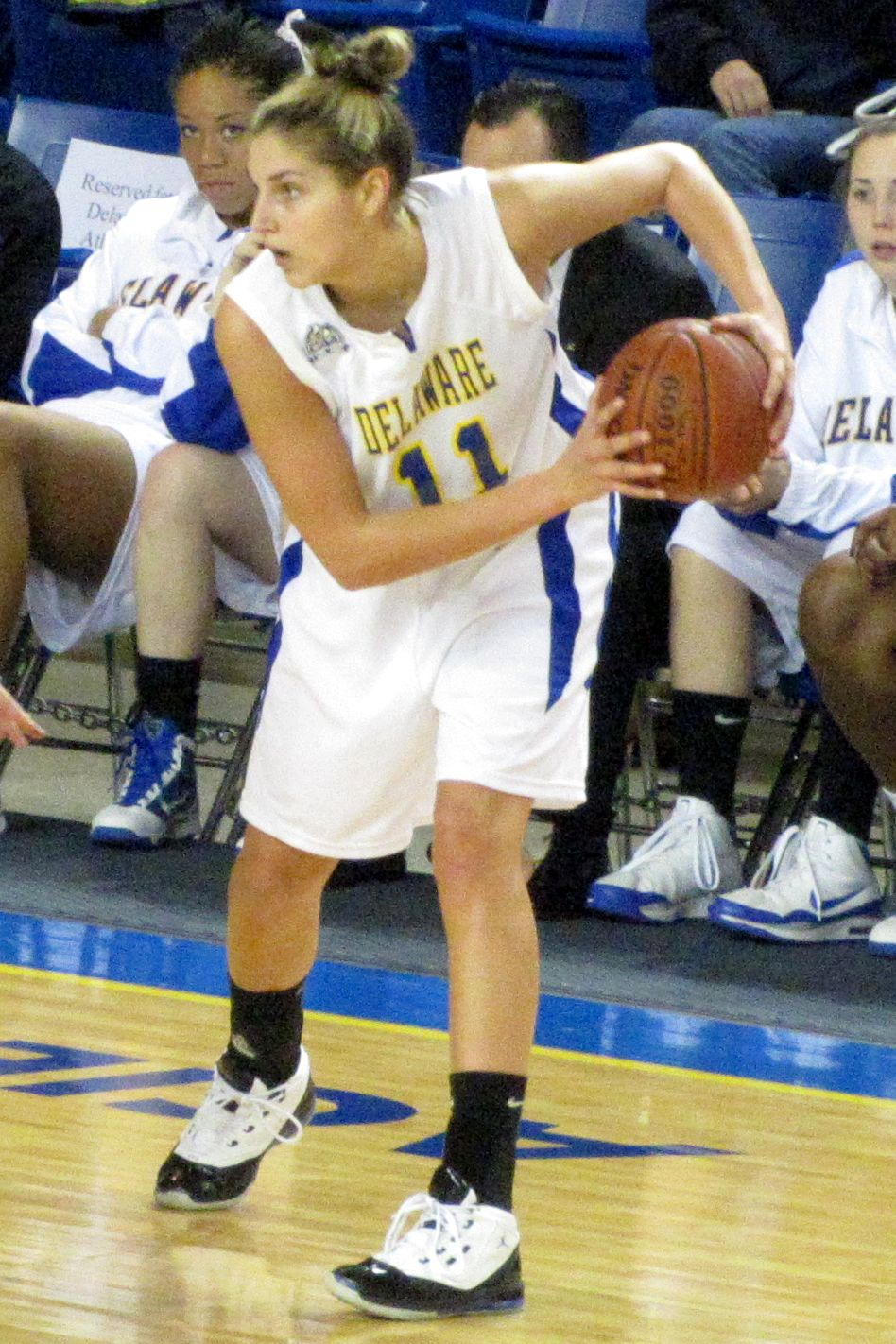
Delle Donne jugant per a la Universitat de Delaware

#### Chicago Sky
Pel seu talent mostrat en la universitat, fou proposada per al draft de la WNBA del 2013 i Delle Donne fou segona de la primera ronda del draft per l'equip de Chicago Sky.
Delle Donne ha aconseguit popularitat en el seu any de rookie en la WNBA: fou la jugadora més votada per a participar en el 2013 WNBA All-Star Game, i és la primera vegada que una rookie aconsegueix això en la història de la lliga; dissortadament es perdé aquesta trobada perquè es va lesionar.
Amb excel·lents actuacions en la temporada 2013 feu que l'equip arribàs als playoffs com a primer equip de la conferència de l'Est amb un rècord de 24-10, i la nomenaren <i>rookie</i> de l'any de la WNBA per sobre de Brittney Griner, que fou primera en el <i>draft</i> de la WNBA per davant de Delle Donne, i trencà així una ratxa que es mantenia del 2008 al 2012, en què la guanyadora del rookie de l'any era sempre la primera triada en el draft.
Delle Donne fou MVP 2015 de la WNBA.

#### Washington Mystics
En les temporades 2017-2018 i 2018-2019 jugà amb les Washington Mystics.
A més a més, repetí premi a la jugadora més valorada (MVP) el 2019, amb una mitjana de 19,5 punts, 8,3 rebots i 1,2 taps per trobada.

## Selecció nacional
El 2011, Delle Donne fou seleccionada per a unir-se a l'equip de bàsquet femení que representaria Estats Units en els jocs universitaris del món de Shenzhen, la Xina. Dugué l'equip a la medalla d'or amb un rècord perfecte de 6-0, amb una mitjana de 15,7 punts, 8,5 rebots i 3 assistències.

### Jocs Olímpics
Formà part de la selecció de bàsquet dels Estats Units dels Jocs Olímpics de Rio 2016, en què guanyà la medalla d'or.

### Copes del Món
Assistí amb l'equip dels Estats Units a la Copa del Món de Tenerife 2018, i la seua selecció se n'emportà l'or.

## Estadístiques
| Any     | Equip    | PJ  | PT  | MPP  | %TC  | %3P  | %TL  | RPP  | APP | ROB | TPP | PPP  |
| ------- | -------- | --- | --- | ---- | ---- | ---- | ---- | ---- | --- | --- | --- | ---- |
| 2009-10 | Delaware | 29  | 28  | 37.5 | .479 | .413 | .898 | 8.8  | 1.9 | 1.3 | 2.0 | 26.7 |
| 2010-11 | Delaware | 22  | 21  | 35.6 | .419 | .350 | .944 | 7.8  | 1.8 | 0.9 | 2.6 | 25.3 |
| 2011-12 | Delaware | 33  | 32  | 33.8 | .520 | .413 | .889 | 10.3 | 2.2 | 1.1 | 2.6 | 28.1 |
| 2012-13 | Delaware | 30  | 30  | 33.0 | .487 | .452 | .921 | 8.5  | 1.8 | 0.9 | 2.3 | 26.0 |
| Total   | Total    | 114 | 111 | 34.9 | .481 | .409 | .910 | 8.9  | 1.9 | 1.0 | 2.3 | 26.7 |

Estadístiques de la seua carrera en la WNBA
|  | Denota temporada en la qual va guanyar el Campionat de la WNBA |
|  | Líder de la lliga                                              |

### Temporada regular
| Año   | Equipo     | PJ  | PT  | MPP  | %TC  | %3P  | %TL   | RPP | APP | ROB | TPP | PPP  |
| ----- | ---------- | --- | --- | ---- | ---- | ---- | ----- | --- | --- | --- | --- | ---- |
| 2013  | Chicago    | 30  | 30  | 31.4 | .426 | .438 | .929  | 5.6 | 1.8 | .7  | 1.8 | 18.1 |
| 2014  | Chicago    | 16  | 9   | 25.4 | .429 | .364 | .933  | 4.0 | 1.1 | .6  | 1.4 | 17.9 |
| 2015  | Chicago    | 31  | 31  | 33.3 | .460 | .313 | .950  | 8.4 | 1.4 | 1.1 | 2.0 | 23.4 |
| 2016  | Chicago    | 28  | 28  | 33.1 | .485 | .426 | .935  | 7.0 | 1.9 | .5  | 1.5 | 21.5 |
| 2017  | Washington | 25  | 25  | 30.3 | .494 | .388 | .953  | 6.8 | 1.6 | .8  | 1.4 | 19.7 |
| 2018  | Washington | 29  | 29  | 32.2 | .488 | .405 | .887  | 7.2 | 2.3 | .9  | 1.3 | 20.7 |
| 2019  | Washington | 31  | 31  | 29.1 | .515 | .430 | .974  | 8.3 | 2.2 | .5  | 1.2 | 19.5 |
| 2021  | Washington | 3   | 3   | 17.3 | .481 | .600 | 1.000 | 4.3 | .7  | .0  | .3  | 13.7 |
| Total | Total      | 193 | 186 | 30.8 | .474 | .396 | .939  | 6.9 | 1.8 | .7  | 1.6 | 20.2 |

## Carrera literària
Va publicar la seua autobiografia, My Shot, impulsada per la seua passió pels llibres i per a tenir l'oportunitat de relatar la seua història, per tal d'inspirar la gent jove com a esportista que pot ser un model per a altres persones.
El 2018, poc abans de complir 29 anys, publica una sèrie de contes, Elle of the ball, dirigits a un públic infantil i juvenil, que narra les aventures d'una jugadora d'institut. Després dels tres llibres inicials, prepara noves aventures.

## Vida personal
Amb motiu d'una entrevista a Delle Donne que la revista Vogue li sol·licità arran de la seua participació en els Jocs Olímpics de Rio 2016, va fer públic que és lesbiana i que manté una relació amb Amanda Clifton, amb qui vivia com a parella des de feia un temps. Les seues noces a Nova York, al novembre de 2017 foren elegides noces de l'any per The Knot, i és la primera vegada que aquesta companyia especialitzada en aquesta mena d'esdeveniments opta per unes noces entre persones del mateix sexe. La parella és activa en la defensa dels drets de la comunitat LGBT.
Delle Donne fundà una ONG dedicada a nens i nenes amb discapacitat, inspirada per la seua germana Lizzie, que pateix sordceguesa i paràlisi cerebral.
Des de 2010 lluita contra la malaltia de Lyme, que li provoca dolors musculars i articulars, a més de disfuncions en el sistema nerviós.

### Distincions individuals
- 2 vegades WNBA MVP (2015, 2019)
- 6 vegades WNBA All-Star (2013–2015, 2017–2019)
- 3 vegades All-WNBA First Team (2015, 2016, 2018)
- All-WNBA Second Team (2013)
- WNBA Rookie of the Year (2013)
- WNBA All-Rookie Team (2013)
- Líder anotació WNBA (2015)
- WNBA Peak Performer (2015)
- Club del 50-40-90 (2019)